# Сражение при Абарсусе
Сражение при Абарсусе (исп. Batalla de Abárzuza) или при Монте-Муро — сражение карлистов и республиканцев во время Второй карлистской войны. Сражение стало катастрофой для республиканцев и не позволило им, как предполагалось, закончить войну захватом «столицы» карлистов города Эстелья.

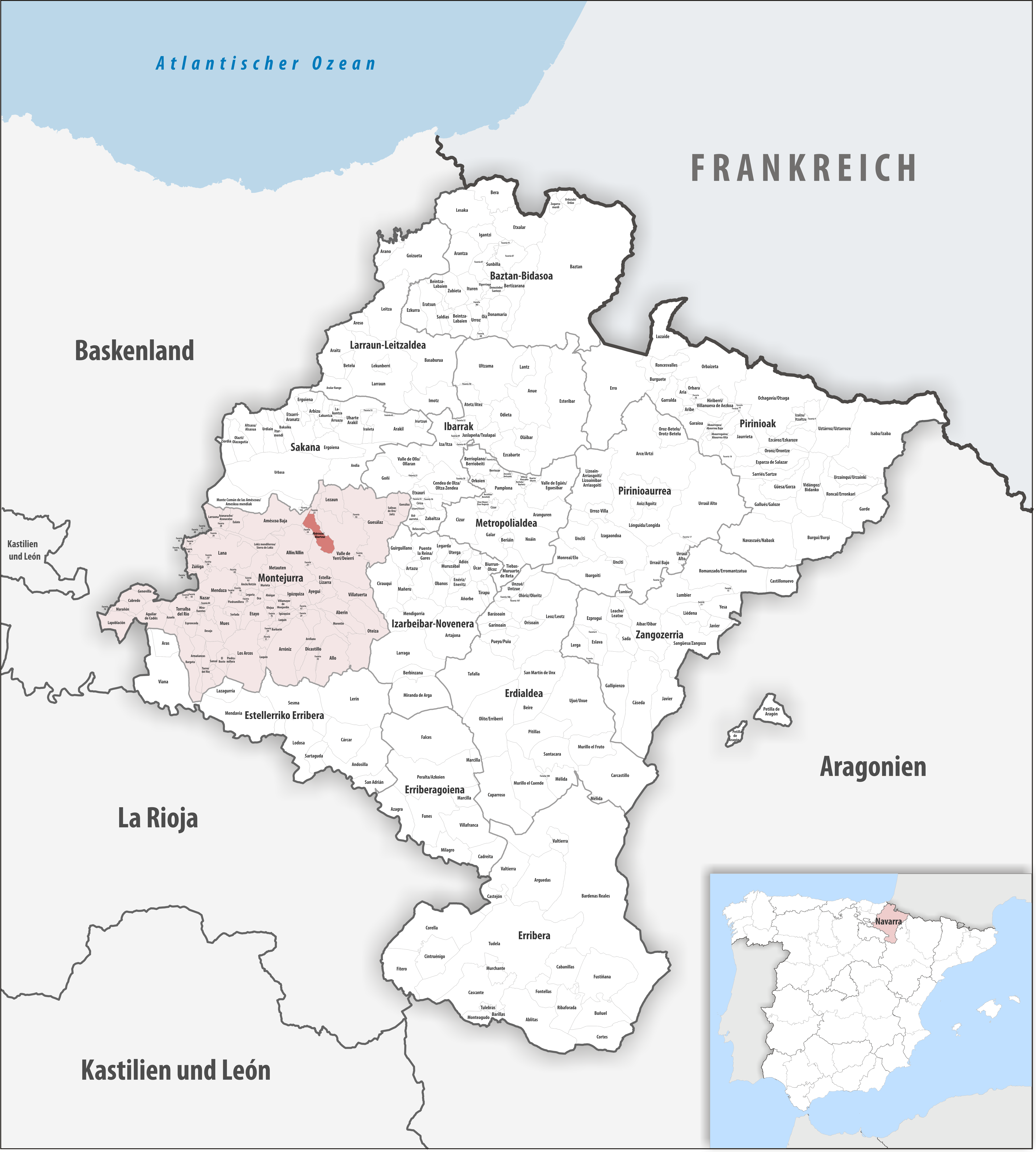
Абарсуса (красный) на карте Наварры.

После снятия осады с Бильбао карлисты, деморализованные и рассеянные, отступили, и республиканское правительство решило положить конец войне, взяв столицу «карлистского государства» Эстелью. Для выполнения этой задачи была отправлена армия из почти 50 000 человек под командованием генерала Гутьерреса де ла Конча. В июне 1874 года правительственная армия подошла к Эстелье и завязала бои с основной частью карлистской армии, получившей приказ во что бы то ни стало остановить противника.
25 июня республиканцы переправились через реку Эга и взяли город Вильятуэрта при минимальном сопротивлении карлистов. На второй день бои приостановились, так как шли дожди, и подвоз  боеприпасов по раскисшей дороге стал невозможным. Продовольствие и боеприпасы, наконец, прибыли на третий день; так как повозки застревали в грязи, удалось доставить только шестую часть припасов, чего было мало для измученных и голодных солдат.
Над полем сражения господствовала гора Муро (Монте-Муро), которая была центром позиции карлистов. Наконец, 27 июня в четыре часа дня республиканцы начали атаку. Под непрекращающимся дождём солдатам пришлось подниматься в гору, подвергаясь постоянному обстрелу со стороны повстанцев. Видя неспособность правительственной армии завершить атаку, карлистский генерал Доррегарай приказал контратаковать. Попытка удержать достигнутые позиции за счёт контратаки резерва закончилась неудачей: генерал Гутьеррес де ла Конча был убит, и солдаты начали отходить. Генерал Эчагуэ немедленно взял на себя командование армией и приказал отступить, как только наступила ночь. На рассвете карлисты обнаружили отсутствие противника перед своими позициями.
Эта победа карлистов заставила многих предполагать, что победители без промедления перейдут в наступление на Мадрид. Но карлисты ограничили свое стремление захватом Памплоны.